# Pousaflores
Pousaflores est une freguesia portugaise située dans le District de Leiria.
Avec une superficie de 26,36 km2 et une population de 1 201 habitants (2001), la paroisse possède une densité de 45,6 hab/km2.

## Histoire

### Héraldique
| Armes de Pousaflores | La commune de Pousaflores porte: d'or à une aile de moulin de sable habillée d'azur et équipée de calebasses aussi d'azur, surmontée de deux lis de jardin de gueules tigés et feuillés de sinople avec des étamines d'argent, soutenue de deux rinceaux de sinople passés en sautoir et liés de gueules, celui de dextre d'olivier fruité de sable et celui de senestre de chêne fruité de gueules |